# Michael Haßmann
Michael Haßmann (* 9. März 1992) ist ein deutscher Volleyballspieler.

## Karriere
Haßmann begann seine Karriere beim VC Bitterfeld-Wolfen und ist seitdem ununterbrochen für diesen Verein aktiv. Von 2013 bis 2023 spielte er mit Bitterfeld-Wolfen in der Zweiten Liga Nord. In der Saison 2022/23 schaffte der Verein als Tabellendritter den Aufstieg in die erste Liga. Im DVV-Pokal 2023/24 unterlag Bitterfeld-Wolfen im Viertelfinale gegen die SVG Lüneburg. In der Bundesliga erreichte der Verein als Tabellensiebter die Playoffs.